# Umut Tohumcu
Umut Deger Tohumcu (Offenburg, 11 agosto 2004) è un calciatore tedesco, centrocampista dell'Hoffenheim.

## Carriera

### Club
Cresciuto nel settore giovanile dell'Hoffenheim, debutta in prima squadra il 14 maggio 2022, in occasione dell'incontro di Bundesliga perso per 5-1 contro il Borussia Mönchengladbach.

### Nazionale
Ha rappresentato le nazionali giovanili tedesche.

## Statistiche

### Presenze e reti nei club
Statistiche aggiornate al 25 febbraio 2023.
| Stagione             | Squadra              | Campionato           | Campionato | Campionato | Coppe nazionali | Coppe nazionali | Coppe nazionali | Coppe continentali | Coppe continentali | Coppe continentali | Altre coppe | Altre coppe | Altre coppe | Totale | Totale |
| Stagione             | Squadra              | Comp                 | Pres       | Reti       | Comp            | Pres            | Reti            | Comp               | Pres               | Reti               | Comp        | Pres        | Reti        | Pres   | Reti   |
| -------------------- | -------------------- | -------------------- | ---------- | ---------- | --------------- | --------------- | --------------- | ------------------ | ------------------ | ------------------ | ----------- | ----------- | ----------- | ------ | ------ |
| 2022-2023            | Hoffenheim II        | RL                   | 23         | 5          |                 | -               | -               |                    | -                  | -                  |             | -           | -           | 23     | 5      |
| 2023-2024            | Hoffenheim II        | RL                   | 8          | 1          |                 | -               | -               |                    | -                  | -                  |             | -           | -           | 8      | 1      |
| 2024-2025            | Hoffenheim II        | RL                   | 1          | 1          |                 | -               | -               |                    | -                  | -                  |             | -           | -           | 1      | 1      |
| Totale Hoffenheim II | Totale Hoffenheim II | Totale Hoffenheim II | 32         | 7          |                 | -               | -               |                    | -                  | -                  |             | -           | -           | 32     | 7      |
| 2021-2022            | Hoffenheim           | BL                   | 1          | 0          | CG              | -               | -               |                    | -                  | -                  |             | -           | -           | 1      | 0      |
| 2022-2023            | Hoffenheim           | BL                   | 8          | 0          | CG              | 1               | 0               |                    | -                  | -                  |             | -           | -           | 9      | 0      |
| 2023-2024            | Hoffenheim           | BL                   | 20         | 0          | CG              | 1               | 0               | -                  | -                  | -                  | -           | -           | -           | 21     | 0      |
| 2024-2025            | Hoffenheim           | BL                   | 8          | 0          | CG              | 1               | 0               | UEL                | 5                  | 1                  | -           | -           | -           | 14     | 1      |
| Totale Hoffenheim    | Totale Hoffenheim    | Totale Hoffenheim    | 37         | 0          |                 | 3               | 0               |                    | 5                  | 1                  |             | -           | -           | 45     | 1      |
| Totale carriera      | Totale carriera      | Totale carriera      | 69         | 7          |                 | 3               | 0               |                    | 5                  | 1                  |             | -           | -           | 77     | 8      |